# عنخ‌اسن‌پپی دوم

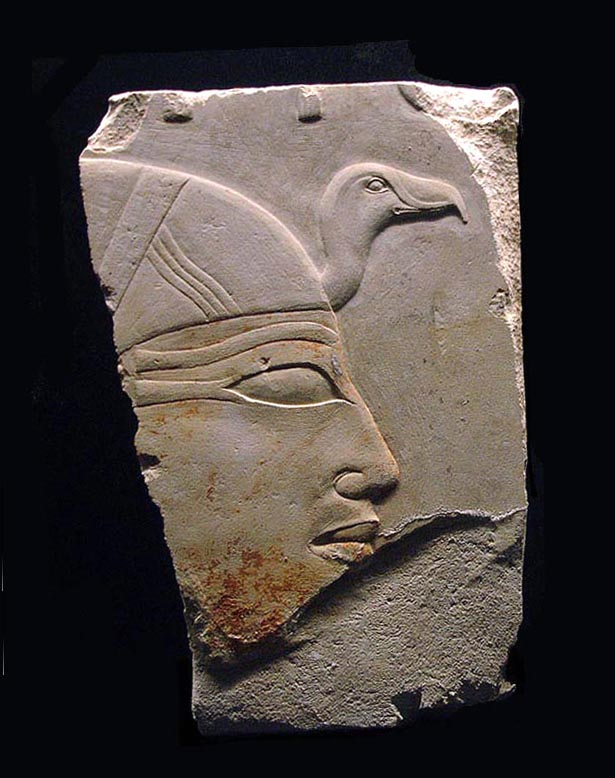
تصویری از عنخ‌اسن‌پپی دوم در معبد تشییع جنازه او

عنخ‌اسن‌پپی دوم (به انگلیسی: Ankhesenpepi II) یک ملکه همسر در مصر باستان بود که در دوران حکمرانی دودمان ششم مصر زندگی می‌کرد. او همسر پادشاهان پپی یکم و مرنرع یکم و مادر پپی دوم بود. او احتمالاً در دوران کودکی پسرش به عنوان نایب‌السلطنه خدمت می‌کرد. او در یک هرم در سقاره به خاک سپرده شد.

## زندگی‌نامه
عنخ‌اِسِن‌پپی دوم، دختر خوئی و نبت بود. خواهرش، عنخ‌اسن‌پپی یکم نیز همسر فرعون پپی یکم بود، و برادرشان جاختو مقام وزارت را بر عهده داشت.
هر دو خواهر – عنخ‌اِسِن‌پپی یکم و دوم – به همسری فرعون پپی یکم درآمدند، که نام تخت سلطنتی‌اش مِری‌رع بود. آن‌ها احتمالاً نام خود را هنگام ازدواج با فرعون برگزیدند، چراکه معنی این نام، «زندگی او از آنِ پپی/مری‌رع است» می‌باشد.
هر دو ملکه، مادرانِ پادشاهانی بودند: پسر عنخ‌اِسِن‌پپی یکم، مرنرع یکم بود که فقط چند سال سلطنت کرد. پسر عنخ‌اِسِن‌پپی دوم، پپی دوم بود که پس از مرگ مرنرع یکم به تخت نشست.
پپی دوم در زمان جانشینی، پسربچه‌ای خردسال بود، و شواهدی وجود دارد که عنخ‌اِسِن‌پپی دوم در سال‌های آغازین سلطنت او، نقش نایب‌السلطنه (وصی سلطنتی) را ایفا می‌کرد.
مجسمه‌ای که او را در حالی که فرزندش را روی زانو دارد نشان می‌دهد (اکنون در موزه بروکلین)، ملکه را بسیار بزرگ‌تر از فرزندش نمایش می‌دهد. برخی پژوهشگران این مجسمه را نمادگونه تفسیر کرده‌اند؛ به‌گونه‌ای که عنخ‌اِسِن‌پپی دوم و پپی دوم در نقش الهه ایزیس و فرزندش حوروس ظاهر شده‌اند.
از او همچنین در کنار خواهرش در کتیبهٔ برادرشان جاختو در ابیدوس، در هرم خودش و نیز در هرم نیت (عروسش) یاد شده است. در فرمانی در ابیدوس نیز نام او دیده می‌شود.. او در سینا نیز به تصویر کشیده شده، جایی که اندازه‌اش با فرزندش برابر نمایش داده شده است.

## مرگ و تدفین
هرم عنخ‌اِسِن‌پپی دوم در سقاره در سال ۱۹۹۸ کشف و حفاری شد. یافته‌ها نشان دادند که این هرم، نخستین نمونهٔ شناخته‌شده از متون هرمی در هرم یک ملکه را دربردارد. در کتیبه‌های داخل اتاق تدفین، از او به‌عنوان مادرِ فرعون یاد شده است؛ بنابراین، ساخت هرم او به دوران سلطنت پسرش بازمی‌گردد.
درون اتاق تدفین، بقایای انسانی یافت شد که احتمال می‌رود متعلق به خود ملکه باشد. جسد دچار آسیب و دستکاری شده بود و مومیایی‌ای که درون یا پیرامون تابوت سنگی قرار داشت، ناقص بود. استخوان‌ها متعلق به زنی میانسال بودند.
در کنار هرم او، بقایای یک اُبِلیسک (سنگ‌نوشت یادمانی) نیز یافت شد؛ که یکی از بزرگ‌ترین نمونه‌ها در دوران پادشاهی کهن مصر به‌شمار می‌رود.